# Завада (річка)
Завада (словац. Závada) — річка; права притока Радіші, протікає в окрузі Бановці-над-Бебравою.
Довжина приблизно 6.6-7.0 км. Витік знаходиться в масиві Стражовські-Врхи (геоморфологічна підодиниця Нітрицькі-Врхи); схил гори Цапарка — на висоті приблизно 670 метрів.
Протікає територією села Кшинна. Впадає у Радішу на висоті приблизно 335-340 метрів.